# Cruiser Mk IV
Cruiser Tank Mk. IV byl britský křižníkový tank užívaný na počátku druhé světové války. Jednalo se prakticky o modifikace tanku Cruiser Mk III. Prvních 65 kusů byly vlastně tanky Mk. III., na kterých byl instalován dodatečný vnější pancíř. Dalších 665 kusů byla hlavní série Mk. IVA se zesíleným pancéřováním, kde byly kulomety Vickers vyměněny za kulomety BESA. Tanky Mk. IV se v roce 1940 účastnily bojů ve Francii a v roce 1941 v severní Africe.